# Estación de Fearn
La estación de Fearn (en inglés: Fearn railway station) es una estación de ferrocarril ubicada en la localidad de Hill of Fearn, un pequeño pueblo cerca de Tain, en el consejo unitario de Highland en Escocia, Reino Unido. La estación presta servicios a la Far North Line (Línea del extremo norte). La estación de Fearn consta de una vía única y los passing loop, lugar donde los trenes en direcciones opuestas se cruzan, más cercano a Fearn son en la estación de Invergordon al sur y en la estación de Tain al oeste.